# Bruno Rizzi
Pour les articles homonymes, voir Rizzi.
Bruno Rizzi (né le 20 mars 1901 à Poggio Rusco, dans la province de Mantoue, en Lombardie et mort le 31 janvier 1977 à Bussolengo) est un théoricien marxiste hétérodoxe, proche (bien que critique) du trotskysme, connu principalement pour La Bureaucratisation du monde (1939).

## Biographie
Membre du Parti socialiste italien puis cofondateur du Parti communiste d'Italie en 1921, Bruno Rizzi le quitte en 1930.
Persécuté par les fascistes, il s'exile en France et publie en 1939 à Paris son essai le plus connu sous le titre La Bureaucratisation du monde. C'est dans ce cadre qu'il participe à la controverse entre Léon Trotski, James Burnham et Yvan Craipeau sur la nature de l'URSS (« État ouvrier dégénéré » ou « collectivisme bureaucratique » ?). Il y affirme, en substance, qu'une « classe bureaucratique », incarnée par le PCUS, a pris la place de la bourgeoisie.
Au-delà de l'analyse de l'URSS, selon lui, fascisme, stalinisme et capitalisme libéral convergent dans un même « collectivisme bureaucratique », marqué par la planification, le dirigisme et l'émergence d'une classe de bureaucrates ou managers. Nommément attaqué, Trotsky répond, dès septembre 1939, en écrivant :

« Bruno R. met sur le même plan l'économie planifiée de l'U.R.S.S., le fascisme, le national-socialisme et le "New Deal" de Roosevelt. Tous ces régimes ont, c'est indubitable, des traits communs qui, en fin de compte, se définissent par les tendances collectivistes de l'économie contemporaine. […] Mais cela ne signifie pas du tout qu'entre la révolution, Thermidor, le fascisme et le "réformisme" américain, on puisse mettre un signe égal. »

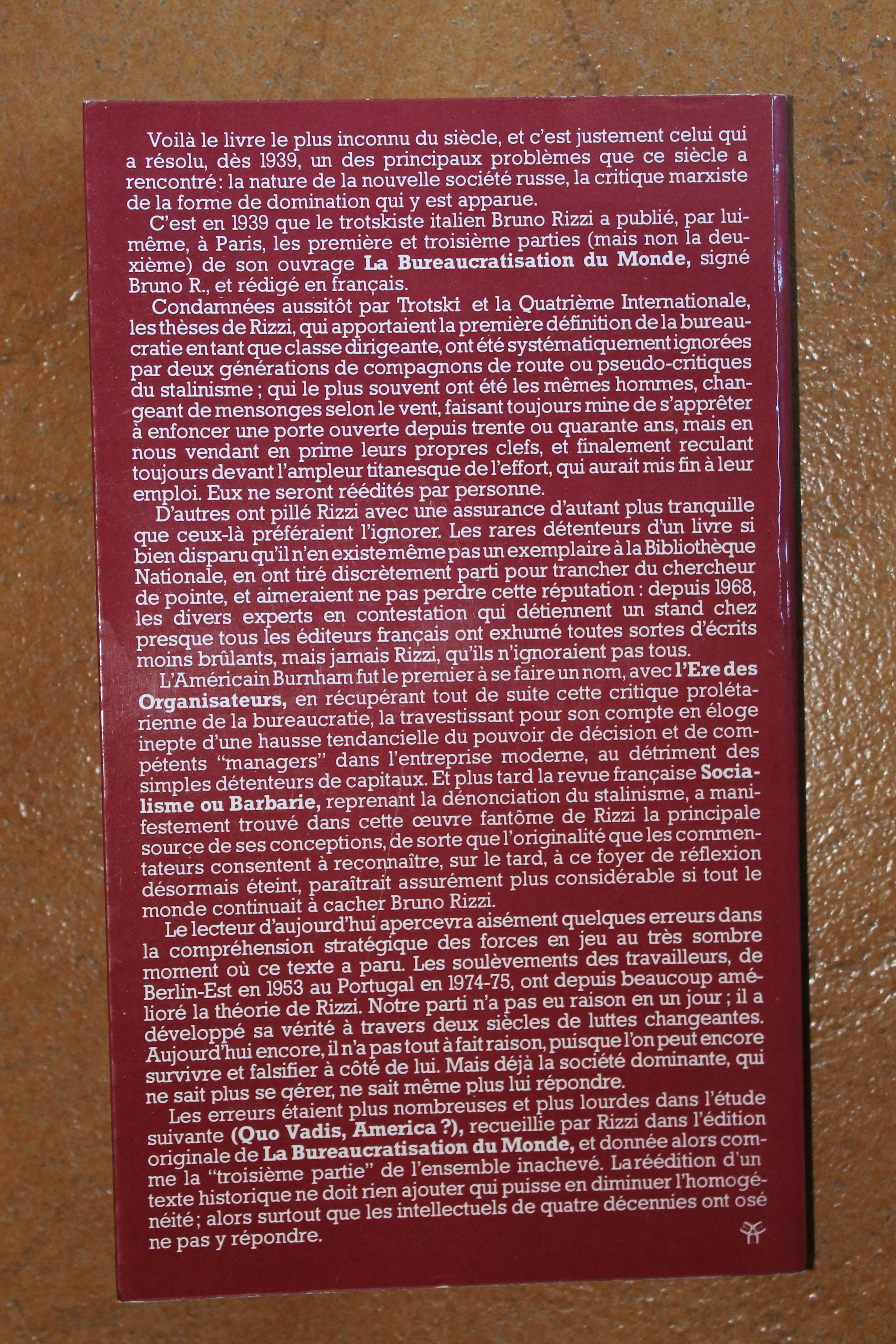
Quatrième de couverture rédigée par Guy Debord du livre de Bruno Rizzi, L'URSS : collectivisme bureaucratique. La Bureaucratisation du monde, éditions Champ Libre.

Publié à compte d'auteur, à 500 exemplaires, sous le nom Bruno R., le livre est interdit en France dès 1940 par l'occupant nazi[réf. nécessaire] et ne sera réédité que trente ans plus tard en Italie, et encore très partiellement. En France, la première partie du livre est rééditée en janvier 1977 par Champ libre sous le titre L'URSS : collectivisme bureaucratique. La Bureaucratisation du monde, 1re partie. 
Le livre originel contenait un chapitre sur la « question juive », texte antisémite, dans lequel on peut lire, par ailleurs, des remarques qui préfigurent largement les thèses de Samuel Huntington dans Le Choc des civilisations (1996). Après la défaite française, il publie une brochure, Écoute, citoyen!, dans lequel il stigmatise la « vermine judéo-maçonnique ».
La Bureaucratisation du monde a été classé parmi les livres les plus controversés du XXe siècle par l'universitaire américain Donald Clark Hodges, ce qui, étant donné sa faible diffusion, qui plus est tardive, est clairement une exagération (comme on le voit à la lecture, par exemple, de Pierre Souyri en 1979, qui parle d'un « inconnu », « pillé » par James Burnham, qui a eu le mérite d'avoir « vu plus loin et plus clair que la plupart de ses contemporains »). L'accusation de « pillage », voire de « plagiat », de Burnham à l'égard de Rizzi est une constante de la littérature trotskiste, qu'on retrouve de Pierre Naville, en 1949, à Souyri, en passant par Guy Debord. Ce dernier résume bien cette perspective, en écrivant, sur la quatrième de couverture de l'édition française :

« L’Américain Burnham fut le premier à se faire un nom, avec L'Ère des organisateurs, en récupérant tout de suite cette critique prolétarienne de la bureaucratie, la travestissant pour son compte en éloge inepte d’une hausse tendancielle du pouvoir de décision et de compétents “managers” dans l’entreprise moderne, au détriment des simples détenteurs de capitaux. Et plus tard la revue française Socialisme ou barbarie, reprenant la dénonciation du stalinisme, a manifestement trouvé dans cette œuvre fantôme de Rizzi la principale source de ses conceptions, de sorte que l’originalité que les commentateurs consentent à reconnaître, sur le tard, à ce foyer de réflexion désormais éteint, paraîtrait assurément plus considérable si tout le monde continuait à cacher Bruno Rizzi. »

Rizzi retourne en Italie en 1943, s'installe comme vendeur de chaussures, et ne participe plus que sporadiquement aux débats théoriques en écrivant dans des revues politiques comme Critica Sociale, Tempi Moderni et Rassegna di Sociologia. Autour d'un groupuscule éphémère, Controcorrente, constitué vers 1949 avec Mario Mariani, Domenico Falco, Guido Pro, Guglielmo Ricci, Ilario Margarita et Corradino Aghemio, il défend alors des thèses anti-autoritaires et spontanéistes, proposant d'élaborer une organisation sans « agitateurs professionnels » et dont le programme serait élaboré par « les masses » elles-mêmes.

## Œuvre
- Où va l'URSS?, 1937
- L'URSS : collectivisme bureaucratique. La bureaucratisation du monde (1939), Champ libre, 1976